# ルイーズ・ド・コリニー
ルイーズ・ド・コリニー（Louise de Coligny, 1555年9月23日 - 1620年11月13日）は、オランダ総督ウィレム1世の4度目の妃。フランス貴族で軍人のガスパール・ド・コリニーとシャルロット・ド・ラヴァルの娘。父と同じくユグノーとして育った。

## 生涯
シャティロン・コリニー（現在のロワレ県）に生まれ、17歳の時シャルル・ド・テリニーと結婚した。しかし、1572年に父ガスパールと夫はともにサン・バルテルミの大虐殺で殺された。1583年4月12日、ウィレムとアントウェルペンで再婚した。翌年、フレデリック・ヘンドリックを生んだ。ウィレムの死後は、自身の子供たちと、ウィレムが3度目の妻シャルロットとの間にもうけた娘たちを育てた。1620年、フォンテーヌブローで死去した。